# 小林太志
小林 太志（こばやし ふとし、1983年5月11日 - ）は、群馬県富岡市出身の元プロ野球選手（投手）。右投右打。
現役時代の愛称は「ハマのエクスプレス」。

## 来歴・人物

### プロ入り前
中学時代は軟式野球をし:188、高校入学時に大学で野球をしたいと思い、野球部監督が立教大学OBの群馬県立富岡高等学校へ進学した:189。在籍時には最速144 kmのストレートで注目されたが、初戦敗退を喫する。
一般入試で進学した立教大学ではエースとして東京六大学リーグで活躍し、リーグ戦通算10勝を挙げた。大学3年時に埼玉西武ライオンズのスカウトが注目するも指名はされなかった:190。
大学卒業後の2006年にJR東日本に入社。堀井哲也監督の指導のもと、JR東日本硬式野球部で1年目からチーム投手陣の主軸に抜擢され、第77回都市対抗野球では2試合に先発、シダックスから補強された森福允彦らと共にチームのベスト4入りに貢献した。
2007年11月9日のドラフト会議で横浜ベイスターズに分離ドラフトによる1巡目で指名され、11月30日に契約金1億円+出来高5000万円で契約した。

### 横浜・DeNA時代

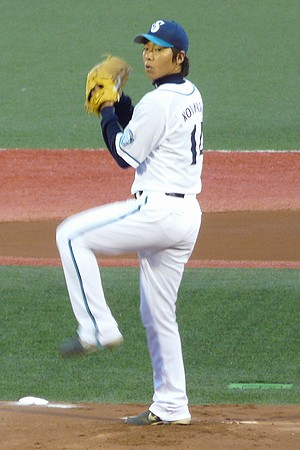
2009年8月25日

2008年、開幕一軍は逃したが4月中に昇格し、4月9日にプロ初登板を果たす。4月27日の対広島東洋カープ戦ではプロ初先発で初勝利を挙げた。これはセ・リーグの新人では一番乗りとなる勝利だった。その後は主にローテーション投手として登板、プロ初完封を達成するなど活躍し、6勝を挙げた。
2009年、初の開幕一軍スタートを飾る。シーズン序盤は勝ち星には恵まれなかったものの、ある程度試合を作り好投を続けていたが、交流戦突入後に調子を落とし自らの守備も重なり失点していくケースが増えていった。5月31日のオリックス・バファローズ戦では8回3失点で完投を記録するものの6月7日に登録抹消。その3ヶ月後の9月13日に一軍復帰、阪神タイガース戦で登録即先発し7回2失点と好投し復調の気配を見せたが、わずか1週間足らずで再び登録抹消されるなど一軍定着はならなかった。
2010年、4月18日の阪神戦での初登板からロングリリーフなどで起用され安定した投球を続け、5月27日のオリックス戦で先発し好投するが、その後はローテーションに定着できず結局未勝利に終わった。
2011年、開幕は二軍で迎える。一軍昇格後は中継ぎ、ロングリリーフとして登板を重ねるが、定着できず、二軍で肘を僅かに下げ、シュートボールを多用するスタイルに変える。これが功を奏し、9月以降は先発ローテーションに組み込まれ、5試合で3勝と、来季に期待を持たせる内容を残した。最終的にはシーズンを通して4勝を記録した。
2012年、主に中継ぎで35試合に登板し、ロングリリーフに回る機会が多かった。ローテーションの谷間で先発する機会もあったが、先発としては2勝3敗と振るわなかった。
2013年、前年と同様に中継ぎ（主に敗戦処理）として起用されるも安定感を欠き、わずか11試合の登板に留まった。契約更改の席では「野球協約で定められた減額制限の20％を超える提示額での合意か、自由契約」の二択を迫られ、前年比50%減の年俸1200万（推定）で契約した。
2014年、8月中旬に一軍登録されると8月19日の広島戦で初登板し2回無失点に抑える。8月20日の同カードでは、2点リードの4回表無死1,2塁の場面で山口俊の後を受けて登板。天谷宗一郎を三振に抑えるが、菊池涼介にヒットを打たれると続く丸佳浩に逆転満塁ホームランを打たれた。10月3日に球団から戦力外通告を受けた。

### 引退後
2015年3月よりタカラレーベンで経営企画職の正社員として働くと報じられ、経営企画課で勤務した。2018年、同社の軟式野球チームが日本不動産野球連盟による第30回RBA野球大会に参戦した時には、小林も参加。ただし、この時にはルーズショルダーの状態に陥り、投手としては活動できず、野手として試合に出場して本塁打を放っている。
2016年の学生野球資格回復研修を受講した上で、翌2017年2月7日に日本学生野球協会より学生野球資格回復の適性認定を受けたことにより、学生野球選手への指導が可能となった。
2019年7月18日、沖縄県に設立された野球チーム・琉球ブルーオーシャンズの球団社長に就任することが発表された。プロ球団であることから、前述の学生野球資格は同日付で喪失している。翌2020年6月1日には取締役球団本部長兼球団代表へと異動となり、のちに退職した。
2021年9月より、IT・DXコンサルティング会社のTREASURYに転職。

## 詳細情報

### 年度別投手成績
| 年 度     | 球 団     | 登 板 | 先 発 | 完 投 | 完 封 | 無 四 球 | 勝 利 | 敗 戦 | セ 丨 ブ | ホ 丨 ル ド | 勝 率 | 打 者 | 投 球 回 | 被 安 打 | 被 本 塁 打 | 与 四 球 | 敬 遠 | 与 死 球 | 奪 三 振 | 暴 投 | ボ 丨 ク | 失 点 | 自 責 点 | 防 御 率 | W H I P |
| --------- | --------- | ----- | ----- | ----- | ----- | -------- | ----- | ----- | -------- | ----------- | ----- | ----- | -------- | -------- | ----------- | -------- | ----- | -------- | -------- | ----- | -------- | ----- | -------- | -------- | ------- |
| 2008      | 横浜 DeNA | 31    | 22    | 1     | 1     | 1        | 6     | 5     | 1        | 0           | .545  | 561   | 128.2    | 136      | 19          | 43       | 0     | 11       | 69       | 0     | 0        | 63    | 63       | 4.41     | 1.39    |
| 2009      | 横浜 DeNA | 12    | 12    | 1     | 0     | 0        | 1     | 8     | 0        | 0           | .111  | 295   | 66.1     | 69       | 5           | 24       | 1     | 4        | 37       | 4     | 2        | 41    | 33       | 4.48     | 1.40    |
| 2010      | 横浜 DeNA | 20    | 3     | 0     | 0     | 0        | 0     | 2     | 0        | 0           | .000  | 171   | 37.2     | 42       | 8           | 17       | 0     | 2        | 26       | 2     | 0        | 27    | 26       | 6.21     | 1.57    |
| 2011      | 横浜 DeNA | 17    | 8     | 0     | 0     | 0        | 4     | 3     | 0        | 0           | .571  | 268   | 62.1     | 61       | 5           | 19       | 0     | 3        | 40       | 0     | 0        | 25    | 24       | 3.47     | 1.28    |
| 2012      | 横浜 DeNA | 35    | 5     | 0     | 0     | 0        | 2     | 3     | 0        | 1           | .400  | 337   | 77.0     | 76       | 8           | 23       | 2     | 11       | 44       | 3     | 0        | 36    | 32       | 3.74     | 1.29    |
| 2013      | 横浜 DeNA | 11    | 0     | 0     | 0     | 0        | 0     | 1     | 0        | 0           | .000  | 67    | 13.1     | 18       | 2           | 9        | 0     | 1        | 9        | 0     | 0        | 13    | 13       | 8.78     | 2.02    |
| 2014      | 横浜 DeNA | 2     | 0     | 0     | 0     | 0        | 0     | 1     | 0        | 0           | .000  | 12    | 3.0      | 4        | 1           | 0        | 0     | 0        | 2        | 0     | 0        | 2     | 2        | 6.00     | 1.33    |
| 通算：7年 | 通算：7年 | 128   | 50    | 2     | 1     | 1        | 13    | 23    | 1        | 1           | .361  | 1711  | 388.1    | 406      | 48          | 135      | 3     | 32       | 227      | 9     | 2        | 207   | 193      | 4.47     | 1.39    |

- 各年度の太字はリーグ最高
- 横浜（横浜ベイスターズ）は、2012年にDeNA（横浜DeNAベイスターズ）に球団名を変更

### 記録
投手記録
- 初登板：2008年4月9日、対読売ジャイアンツ2回戦（横浜スタジアム）、9回表に4番手で救援登板・完了、1回無失点[16]
- 初奪三振：同上、9回表に脇谷亮太から空振り三振[16]
- 初先発・初勝利：2008年4月27日、対広島東洋カープ6回戦（横浜スタジアム）、7回1失点 [17]
- 初セーブ：2008年6月1日、対千葉ロッテマリーンズ2回戦（千葉マリンスタジアム）、7回裏に2番手で救援登板・完了、3回2失点[18]
- 初完投勝利・初完封勝利：2008年7月16日、対広島東洋カープ13回戦（横浜スタジアム）、打者28人4安打3三振無四死球95球完封[19]
- 初ホールド：2012年4月21日、対阪神タイガース5回戦（横浜スタジアム）、6回表に2番手で救援登板、2回無失点[20]

打撃記録
- 初安打：2008年7月16日、対広島東洋カープ13回戦（横浜スタジアム）、8回裏に大島崇行から右前安打[19]
- 初打点：2008年7月23日、対東京ヤクルトスワローズ14回戦（明治神宮野球場）、2回表に石川雅規から左越2点適時二塁打[21]

### 背番号
- 14 （2008年 - 2014年）